# Solanum leucodendron
Solanum leucodendron là một loài thực vật thuộc họ Solanaceae. Đây là loài đặc hữu của Brasil.